# Елишка Пршемисловна
Елишка Пршемисловна (на чешки: Eliška Přemyslovna) е чешка кралица и майка на свещения римски император Карл IV.

## Произход и ранни години
Родена е на 20 януари 1292 година в Прага, Чехия. Дъщеря е на чешкия крал Вацлав II и на германската принцеса Гута Хабсбургска. Майка ѝ умира, когато Елишка е на пет, а няколко години по-късно баща ѝ се жени за една полска принцеса от рода на Пястите.
До тринадесетата си година Елишка живее заедно със сестра си Анна. По-късно постъпва в манастира на леля си Кунигунда, която оказва голямо влияние върху възпитанието на племенницата си.
През 1306 г. е убит братът на Елишка— крал Вацлав III, и на чешкия престол се възкачва зет ѝ Хайнрих— съпруг на сестра ѝ Анна Пршемисловна. Короната на Хайнрих обаче е оспорена от Рудолф Хабсбургски, който успява да завладее Чехия и се жени за вдовицата на Вацлав II. По това време Елишка се премества да живее в Пражкия замък заедно с вдовицата на брат си – Виола.
През 1307 г. властта отново преминава в ръцете на Хайнрих и Анна, които правят планове да омъжат Елишка за Ото фон Льобдабург. Елишка обаче категорично отказва и между двете сестри избухва скандал.

## Брак с Ян Люксембурски
Тези неспирни войни довеждат до такава умора, че по инициатива на Ордена на цистерцианците, все още близък на Пршемисловната династия, е намерено друго решение. Императорът на Свещената римска империя – Хайнрих VII, граф на Люксембург, издейства от Бохемската Диета избирането на своя син Ян за крал. През август 1310 година в Шпайер младият, 14-годишен принц, получава от своя баща короната и се жени за Елишка, която се е скрила в манастира „Свети Иржи“.
През 1310 г. в Чехия нахлуват войските на Ян Люксембургски. Кралят и кралицата бягат от Чехия в Каринтия, където Анна умира през 1313 г.
- Сватбата на Ян Люксембургски с Елишка в Шпайер
- Елишка (центъра) с нейната свекърва Маргарета Брабантска (ляво) и снаха си Анна Швайдницка (дясно)

## Кралица на Чехия
Елишка се омъжва за Ян, заедно с когото е коронована за кралица на Чехия на 7 февруари 1311.
Първите години от брака на Елишка и Ян Люксембургски се оказват критични, тъй като в продължение на шест години те не успяват да се сдобият с мъжки наследник, който да осигури наследяването на чешката корона за потомците на Люксембургите и да лиши от това им право потомците на сестрите на Елишка. Едва през 1316 г. Елишка ражда сина си Карл.
С времето Елишка става все по-подозрителна към съпруга си, чиито политически възгледи се различават от нейните. През 1319 г. е разкрит дворцов заговор за детронирането на Ян и Елишка и за възцаряването на сина им Карл. Въпреки че заговорниците са наказани, Елишка търси по-сигурно място за себе си и децата си по-далеч от столицата и се премества в замъка в Мелник.
Отношенията между двамата съпрузи стават все по-обтегнати, след като Ян лишава Елишка от грижите за децата им. Напрежението между двамата рефлектира върху отношението към самата Елишка— тя постепенно изпада в пълна изолация и е принудена да замине за Бавария, след като действията ѝ срещу Ян и благородниците му достигат до открита враждебност. В Бавария Елишка ражда последните си деца— близначките Анна и Елишка. Кралицата се завръща в Чехия през 1325 г. Въпреки че съпругът ѝ я смята за много болна, тя живее още пет години. Последните години от живота ѝ са белязани от постоянна липса на пари, което не ѝ позволява да държи собствен кръг от придворни.
Елишка Пршемисловна умира от туберкулоза на 28 септември 1330 г. в Прага.

## Потомци
Елишка Пшемисловна и Ян Люксембургски имат седем деца:
- Маргарита Люксембургска (1313 – 1341), омъжена за баварския херцог Хайнрих XIV
- Бона Люксембургска (1315 – 1349), омъжена за френския крал Жан II
- Карл IV Люксембургски (1316 – 1378), Свещен римски император
- Отокар Люксембургски
- Ян Индржих Люксембургски (1322 – 1375), от 1335 до 1341 г. граф на Тирол и от 1349 до 1375 г. маркграф на Моравия
- Анна Люксембургска (1323 – 1338), омъжена за австрийкия херцог Ото IV Веселия
- Елизабет (1323 – 1324)

- Изображения на децата
- Бона Люксембургска 
дъщеря
- Карл IV Люксембургски
син
- Ян Индржих Люксембургски
син
- Анна Люксембургска
дъщеря